# Quatrième circonscription de la préfecture de Shizuoka
La quatrième circonscription de la préfecture de Shizuoka (静岡県第4区, Shizuoka-ken dai-yon-ku) est l'une des huit circonscriptions législatives que compte la préfecture de Shizuoka au Japon.

## Description géographique
Entre 1994 et 2002, la quatrième circonscription de la préfecture de Shizuoka correspondait à la ville de Shimizu et au district d'Ihara (ja).
Entre 2002 et 2013, elle comprend les villes de Shimizu et Fujinomiya et les districts de Fuji et Ihara.
Entre 2013 et 2022, elle regroupe une partie des arrondissements d'Aoi, Suruga et Shimizu de la ville de Shizuoka, la ville de Fujinomiya et une partie de la ville de Fuji.
Depuis 2022, elle réunit l'arrondissement de Shimizu de la ville de Shizuoka, la ville de Fujinomiya et une partie de la ville de Fuji,.

## Députés
| Législature | Début de mandat | Fin de mandat | Député élu           | Parti politique | Parti politique |
| ----------- | --------------- | ------------- | -------------------- | --------------- | --------------- |
| 41e         | 1996            | 2000          | Yoshio Mochizuki     |                 | SE              |
| 42e         | 2000            | 2003          | Yoshio Mochizuki     |                 | PLD             |
| 43e         | 2003            | 2005          | Yoshio Mochizuki     |                 | PLD             |
| 44e         | 2005            | 2009          | Yoshio Mochizuki     |                 | PLD             |
| 45e         | 2009            | 2012          | Kenji Tamura (ja)    |                 | PDJ             |
| 46e         | 2012            | 2014          | Yoshio Mochizuki     |                 | PLD             |
| 47e         | 2014            | 2017          | Yoshio Mochizuki     |                 | PLD             |
| 48e         | 2017            | 2020          | Yoshio Mochizuki     |                 | PLD             |
| 48e         | 2020            | 2021          | Yōichi Fukazawa (ja) |                 | PLD             |
| 49e         | 2021            | 2024          | Yōichi Fukazawa (ja) |                 | PLD             |
| 50e         | 2024            | -             | Ken Tanaka (ja)      |                 | PDP             |